# منطقة منزوعة السلاح

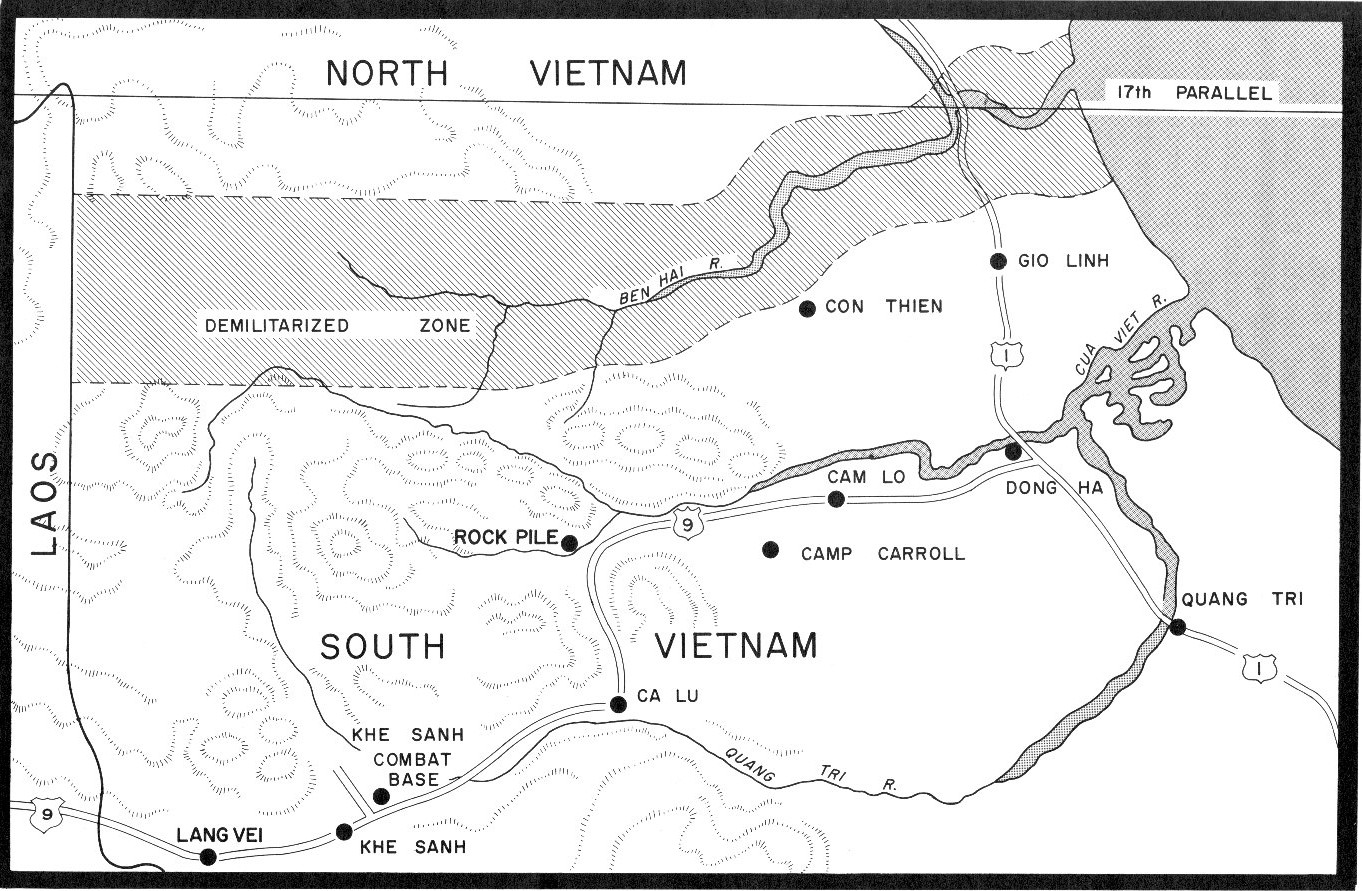
فصلت المنطقة المنزوعة السلاح الفيتنامية شمال و جنوب فيتنام.

المناطق منزوعة السلاح أو المجردة من السلاح هي المناطق التي يحظر فيها وجود أي مقاتلين أو أسلحة أو معدات أو مرافق عسكرية والتي لا يجوز أن تنطلق منها أي أعمال أو نشاطات عدوانية تساند أو ترتبط بالعمليات العسكرية. وغالبا ما تفصل بين قوتين عسكريتين، وغالبا ما تقع على امتداد حدود دولية قد تكون في أحيان كثيرة متنازع عليها.